# Acacia andongensis
Acacia andongensis är en ärtväxtart som beskrevs av William Philip Hiern. Acacia andongensis ingår i släktet akacior, och familjen ärtväxter. Inga underarter finns listade i Catalogue of Life.